# Symphonia gymnoclada
Symphonia gymnoclada is een plantensoort uit de clusiafamilie (Clusiaceae). Het is een struik of kleine boom, die soms plaatselijk gebruikt wordt voor zijn hout en hars. De hars wordt verkregen uit de stam. Het hout wordt gebruikt voor timmerwerk.
De soort komt voor op het eiland Madagaskar. Hij groeit daar in vochtige tot droge bossen, op hoogtes tussen 1000 en 2000 meter.